# Born Slippy Nuxx
"Born Slippy .NUXX" es una canción de la banda británica de música electrónica Underworld. Fue lanzado inicialmente como cara B del sencillo "Born Slippy" en mayo de 1995. El fragmento de letra cantado por el vocalista Karl Hyde, describe la perspectiva de un alcohólico.
Tras ser usado como banda sonora de la película Trainspotting, "Born Slippy .NUXX" fue relanzado como sencillo en julio de 1996, alcanzando los primeros puestos de las listas de éxitos en numerosos países de Europa. Es considerada por varias publicaciones como una de las mejores canciones de música electrónica de la década de 1990.

## Composición
El vocalista Karl Hyde escribió la letra de "Born Slippy .NUXX" tras una noche bebiendo en el Soho londinense, con la esperanza de capturar la forma en que un alcohólico "ve el mundo en fragmentos". Las voces de la canción se grabaron en una sola toma, Hyde, que estaba luchando contra el alcoholismo, dijo que no pretendía que la canción fuera un "himno de la bebida", sino más bien un "grito de ayuda" y que se sentía molesto cada vez que en sus actuaciones, el público levantaba sus latas de cerveza. El productor de Underworld, Rick Smith dijo que la letra reflejaba "esta energía de movimiento de tiempo y lugar" como una pintura abstracta.

## Publicación
Underworld publicó "Born Slippy .NUXX" como cara B del sencillo "Born Slippy", un tema diferente a pesar de la similitud del título, el 1 de mayo de 1995. La canción no fue incluida en ningún álbum de la banda, aunque sí aparece como "bonus track" en las reediciones del álbum Second Toughest in the Infants de 1996.
"Born Slippy .NUXX" se convirtió en un éxito internacional al aparecer en la banda sonora de la película de 1996, Trainspotting. El director Danny Boyle la describe como el latido del corazón de la película, capturando la sensación "del subidón de euforia seguida de un intenso bajón". Underworld inicialmente rechazó dar permiso para la utilización de la canción en la película, ya que no les gustaba cómo su música se asociaba a menudo con connotaciones negativas en las discotecas, pero Boyle los persuadió después de mostrarles un clip.
"Born Slippy .NUXX" fue relanzado como sencillo en el Reino Unido el 1 de julio de 1996. Impulsado por el éxito de Trainspotting, alcanzó el número 2 de las listas de éxitos británicas. Smith se sorprendió al escuchar el tema en la emisora BBC Radio 1 y pensó: "La música y la cultura se están moviendo, se están extendiendo. Va más allá del contexto de un increíble sistema de sonido en un club o en un sistema de megafonía en un salón de estudiantes. ¡Fue muy agradable!"

## Recepción
La revista Music Week calificó la canción como "himno generacional". Sobre la primera publicación, en 1995, Brad Beatnik, de la revista RM Dance Update escribió, "Emerson, Hyde y Smith presentaron unos breakbeats a bordo de un deslumbrante viaje a coloridos y ricos terrenos del techno".
El portal web AllMusic publicó que "Born Slippy .NUXX" fue "simplemente una de las mejores piezas de música electrónica que se pueden encontrar. Musicalmente austera en sus texturas emocionales, la canción se convierte en una fuerza casi imparable... La música dance rara vez es tan artística y agradable en el misma instancia". La revistaVice describió "Born Slippy .NUXX" como una de las más icónicas canciones de la década de los 90, una novedosa y sublime mezcla de sintetizadores con el patrón rítmico four-to-the-floor.
En 2004, los lectores de la revista Mixmag la votaron como la cuarta mejor canción dance, y en 2011 Slant Magazine le otorgó el puesto 95 en su lista de los mejores sencillos de la década. En 2014, la revista NME la nombró en el puesto 261 en su lista de las mejores canciones de todos los tiempos. Pitchfork le otorgó el puesto 31 de su lista de mejores canciones de la década de los 90. The Guardian la nombró como "éxito más experimental y sónicamente extremo de los 90", junto con el sencillo de 1996 de Chemical Brothers, "Setting Sun", y también entre "los éxitos más extraños de todos los tiempos".
Para la película T2: Trainspotting, de 2017, Smith creó una nueva versión con un efecto timestretched con el título "Slow Slippy". Al respecto, comentó "Hemos estado tocando 'Born Slippy' en vivo durante 20 años, y la reacción de la audiencia es tan fuerte que es casi abrumadora. Actuar o tocar nunca es agotador. Es lo que desencadena en gente".

## Lista

### 1995
|  | UK CD single 1. "Born Slippy" 2. "Born Slippy .NUXX" 3. "Born Slippy .TELEMATIC" | UK 12-inch 1 1. "Born Slippy" 2. "Born Slippy .NUXX" UK 12-inch 2 1. "Born Slippy .TELEMATIC" 2. "Cowgirl" (Winjer Mix) |

### 1996
|  | UK CD1 1. "Born Slippy .NUXX" 2. "Born Slippy .NUXX" (Deep Pan) 3. "Born Slippy .NUXX" (Darren Price Mix) 4. "Born Slippy .NUXX" (Darren Price Remix) UK CD2 1. "Born Slippy .NUXX" (short) 2. "Dark + Long" (Dark Train) 3. "Banstyle" (Alex Reece Mix) | UK and US 12-inch single A1. "Born Slippy .NUXX" B1. "Born Slippy .NUXX" (Darren Price Remix) B2. "Banstyle" (Alex Reece Remix) Australian CD single 1. "Born Slippy .NUXX" (short) 2. "Born Slippy .NUXX" (Darren Price Mix) 3. "Born Slippy .NUXX" (Darren Price Remix) 4. "Born Slippy .NUXX" (Deep Pan) 5. "Banstyle" (Alex Reece Mix) |

## Posicionamiento en listas

### Listas semanales
| Chart (1996–1997)                      | Peak position |
| -------------------------------------- | ------------- |
| Australia (ARIA)                       | 20            |
| Austria (Ö3 Austria Top 40)            | 20            |
| Bélgica (Flandes) (Ultratop 50)        | 4             |
| Bélgica (Valonia) (Ultratop 50)        | 18            |
| Europa (Eurochart Hot 100)             | 7             |
| Finlandia (OFC)                        | 17            |
| Alemania (Offizielle Deutsche Charts)  | 13            |
| Islandia (Íslenski listinn)            | 3             |
| Italia (Musica e dischi)               | 1             |
| Países Bajos (Dutch Top 40)            | 28            |
| Países Bajos (Mega Single Top 100)     | 30            |
| Escocia (Scottish Singles Sales Chart) | 2             |
| Suecia (Sverigetopplistan)             | 51            |
| Reino Unido (UK Singles Chart)         | 2             |
| Reino Unido (UK Dance Chart)           | 2             |
| Estados Unidos (Hot Dance Club Songs)  | 33            |

### Listas anuales
| Chart (1996)                        | Position |
| ----------------------------------- | -------- |
| Bélgica (Ultratop 50 Flanders)      | 51       |
| Bélgica (Ultratop 50 Wallonia)      | 73       |
| Europa (Eurochart Hot 100)          | 53       |
| Alemania (Official German Charts)   | 81       |
| Islandia (Íslenski Listinn Topp 40) | 36       |
| Reino Unido (OCC)                   | 23       |